# Pont d’Ambon
Der Pont d’Ambon ist ein Abri des Jungpaläolithikums auf dem Gebiet der französischen Gemeinde Bourdeilles im Département Dordogne. Die Fundstätte enthält neben zwei Niveaus aus dem Magdalénien vier Niveaus mit Artefakten aus dem Azilien. In den obersten Lagen erscheint auch noch Laborien.

## Etymologie
Das französische Pont d’ambon setzt sich zusammen aus den beiden männlichen Substantiven pont (Brücke) und ambon (Ambo – erhöhtes Lesepult) – somit Brücke des Ambos oder Ambobrücke. Das franz. pont geht seinerseits zurück auf das lateinische pons – ambon entstammt altgriechisch ἄμβων ámbōn, deutsch ‚erhöhter Rand (z. B. einer Schüssel), [später] Kathedra, Kanzel‘, seinerseits abgeleitet vom Verb ἀναβαίνειν anabaínein, deutsch ‚hinaufgehen, hinaufsteigen‘.

## Geographie

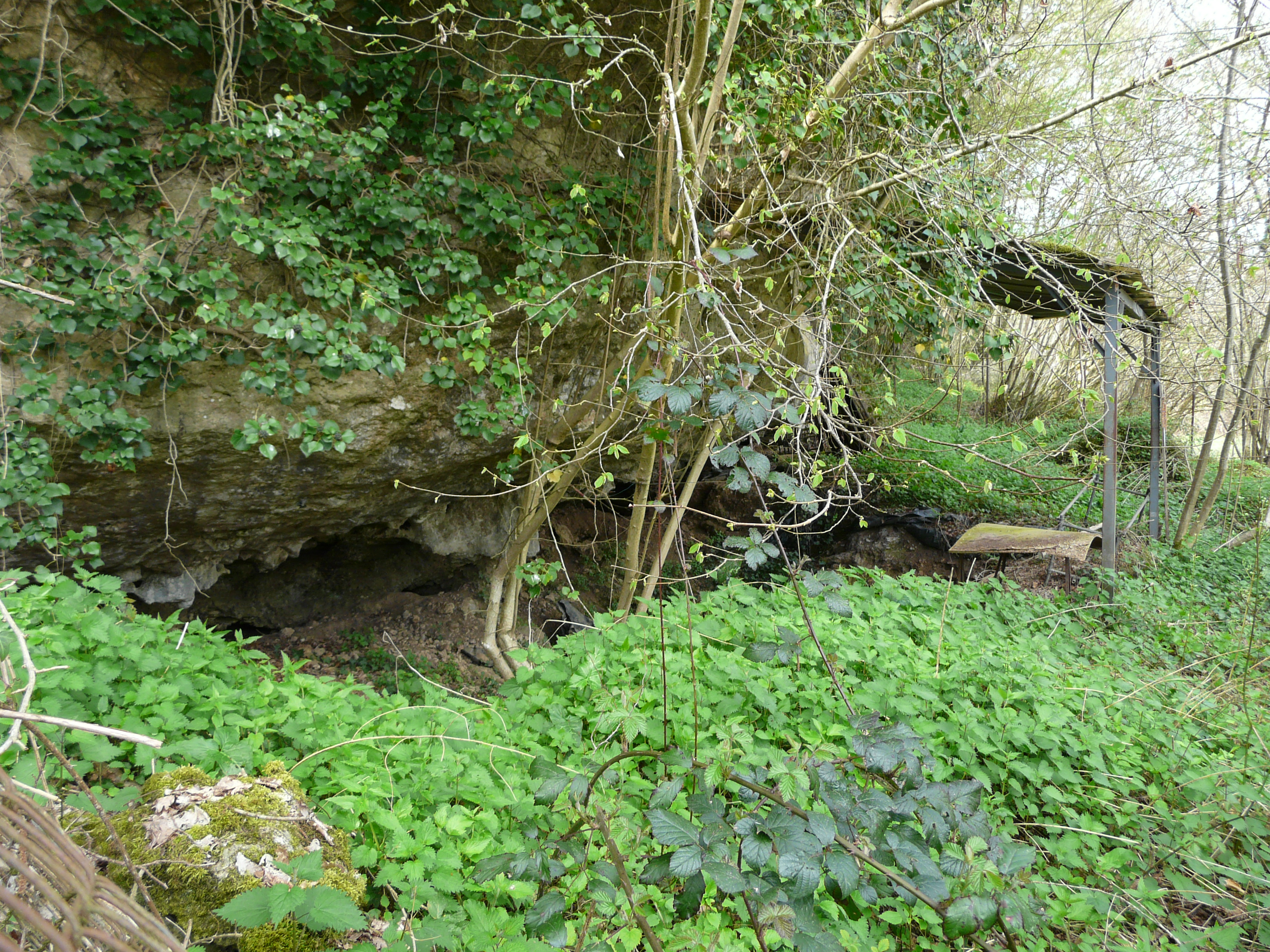
Der Abri vom Pont d’Ambon

Der Abri vom Pont d’Ambon befindet sich rechts unterhalb der gleichnamigen Brücke über die Dronne, die auf 87 Meter Meerhöhe fließt. Die Départementsstraße D 2 quert hier aus der Gemeinde Lisle bzw. Bussac kommend den Fluss in Richtung Saint-Just im Norden.

## Geologie
Der Abri wurde vom Fluss aus flachliegendem Coniacium ausgekolkt, welches eine Steilstufe bildet (die Steilstufe setzt sich flussaufwärts in einem Halbrund bis Chez Toiras nahezu einen Kilometer weiter fort). Er liegt am linksseitigen Prallhang der Dronne, die zu einer Mäanderschleife ansetzt, gleichzeitig reduziert sich ihr holozäner alluvialer Talboden auf hundert Meter Breite. Das Coniacium wird von einer rißzeitlichen Niederterrasse der Dronne abgedeckt (Formation Fw1). Auf der rechten Talseite steht eine würmzeitliche Niederterrasse an (Formation Fx), gefolgt von der rißzeitlichen Niederterrasse der Formation Fw2.

## Forschungsgeschichte
Der Abri vom Pont d’Ambon wurde von Guy Célerier zwischen 1970 und 1990 archäologisch untersucht, es hatten an ihm jedoch vorher schon unerlaubte Wildgrabungen stattgefunden.

## Schichtenfolge
Guy Célerier und Emily H. Moss (1983) unterscheiden im Abri folgende Schichtenfolge (vom Hangenden zum Liegenden) des Würm-Spätglazials:
- Schicht 0 mit 0+
- Schicht 2 – Laborien
- Schicht 3 – oberes Azilien
- Schicht oberes 3a – oberes Azilien
- Schicht unteres 3a – oberes Azilien
- Schicht 3b – unteres Azilien
- Schicht 4 (steinig, kiesig) – Magdalénien und unteres Azilien

## Funde

### Magdalénien
Funde aus dem Magdalénien erscheinen in den unteren beiden Niveaus, diese zeigen aber bereits Anklänge an das folgende Azilien. Reines Magdalénien bleibt auf den unteren Abschnitt der Schicht 4 beschränkt. Die Werkzeuge sind in ihrer Ausfertigung zwar noch dem ausgehenden Magdalénien zuzuordnen, in ihrer typologischen Zusammensetzung lassen sich aber bereits wesentliche Charakterzüge des Aziliens erkennen. So treten beispielsweise typische Azilienspitzen bereits mit 17 Prozent auf und Schaber sind wesentlich häufiger als Stichel (auf vorwiegend Abschlagbasis).

### Azilien
Darüber (ab dem Mittelabschnitt der Schicht 4) legen sich vier Niveaus mit für das Azilien typischen Artefakten. Die Azilienspitzen sind charakteristisch für die Fundstätte und nehmen immerhin 30 bis 49 Prozent der Fundstücke in Anspruch. Sie sind oft zerbrochen, definieren aber dennoch jedes einzelne Niveau durch eigene Untertypen. Neben den typischen Azilienspitzen erscheinen auch Malauriespitzen und Spitzen in Kreisbogensegment. Auch Spitzen mit eingeschränkter Basis sind bekannt.
Ansonst ist das angetroffene Azilien typologisch verarmt. Die Schaber (auf Abschlagbasis und auch Doppelschaber) überwiegen mit 9 bis 14 Prozent die Stichel mit 4 bis 6 Prozent. Abgestumpfte Werkstücke sind mit 9 bis 11 Prozent relativ häufig. Die Stichel können winkelförmig zugeschlagen sein und tragen auf beiden Seiten Klingenretuschierungen. Auf beiden Seiten retuschierte Klingen kommen ebenfalls vor.
Knochenfunde sind relativ selten, darunter finden sich Dorne und flache Harpunen aus Hirschgeweih. Die 12 Zentimeter langen Harpunen sind beidseitig bezahnt, ihr Schaftende verdickt und mit einem kreisrunden Loch durchbohrt. Zu den Knochenfunden gehören auch fein beritzte Sesambeine des Rentiers.
Erwähnenswert auch kleinere Schmuckgegenstände, oft durchbohrt und graviert, neben größeren Objekten – darunter realistische Ritzzeichnungen von Tieren auf Knochenbasis und mehr schematisiert auf Kalk- oder Feuersteinkieseln.
Die bejagte Fauna bestand aus Hase, Fisch, Hirsch, Wildschwein, Rehbock und Biber. Bemerkenswert sind die weltweit ersten bekannten Knochenreste des Hundes, gefunden in der Schicht 2.

### Laborien
Das Laborien (12.500 bis 10.800 Jahre BP) erscheint im Abri vom Pont d’Ambon in der Schicht 2 und macht sich vor allem durch das Auftreten von Malauriespitzen bemerkbar.

## Alter
Altersdatierungen mittels der Radiokohlenstoffmethode ergaben ein Alter zwischen 10.350 und 9.640 Jahren BP. Dies erscheint etwas jung. So hatten Guy Célerier und Emily H. Moss Alter von 12.840 ± 220 Jahren, 12.130 ± 160 Jahren, 9.830 ± 180 Jahren und 9.900 ± 200 Jahren ermittelt. Zum Vergleich: das Holozän begann vor 11.700 Jahren BP. Die Fundstätte kommt somit auf den Übergang der Jüngeren Dryaszeit (Pollenzone III) zum Präboreal (Pollenzone IV) zu liegen und überdeckt womöglich auch noch das gesamte Weichsel-Spätglazial.